# Senio
Der Senio ist ein Fluss mit 92 km Länge in der Provinz Ravenna in Italien.

## Beschreibung
Er entspringt im toskanisch-romagnolischen Apennin nahe dem Berg Carzolano in der Gemeinde Palazzuolo sul Senio (Metropolitanstadt Florenz), wo er seine ersten 12 km verbringt, und fließt dann in die Provinz Ravenna ein. Er mündet in den Reno 6 km nordöstlich von Alfonsine. 
Er ist der letzte rechte Nebenfluss des Reno, bevor dieser in die Adria mündet. Die Wasserführung schwankt zwischen 0,3 und über 500 Kubikmetern in der Sekunde mit einem Mittelwert von 10 Kubikmetern.
Am Fluss liegen die Gemeinden Palazzuolo sul Senio (FI), Casola Valsenio, Riolo Terme, Castel Bolognese, Solarolo, Lugo, Bagnacavallo, Fusignano und Alfonsine (alle RA).

## Geschichte
Die Römer nannten den Fluss Simnius. Im Italienfeldzug 1797 war er Schauplatz zahlreicher Schlachten zwischen französischen und päpstlichen Truppen. Auch im Italienfeldzug des Zweiten Weltkriegs fanden hier Kämpfe zwischen Deutschen und Alliierten statt.